# Hesperoxiphion herrerae
Hesperoxiphion herrerae är en irisväxtart som först beskrevs av Friedrich Ludwig Diels och Robert Crichton Foster, och fick sitt nu gällande namn av Pierfelice Ravenna. Hesperoxiphion herrerae ingår i släktet Hesperoxiphion och familjen irisväxter. Inga underarter finns listade i Catalogue of Life.